# تسبیح

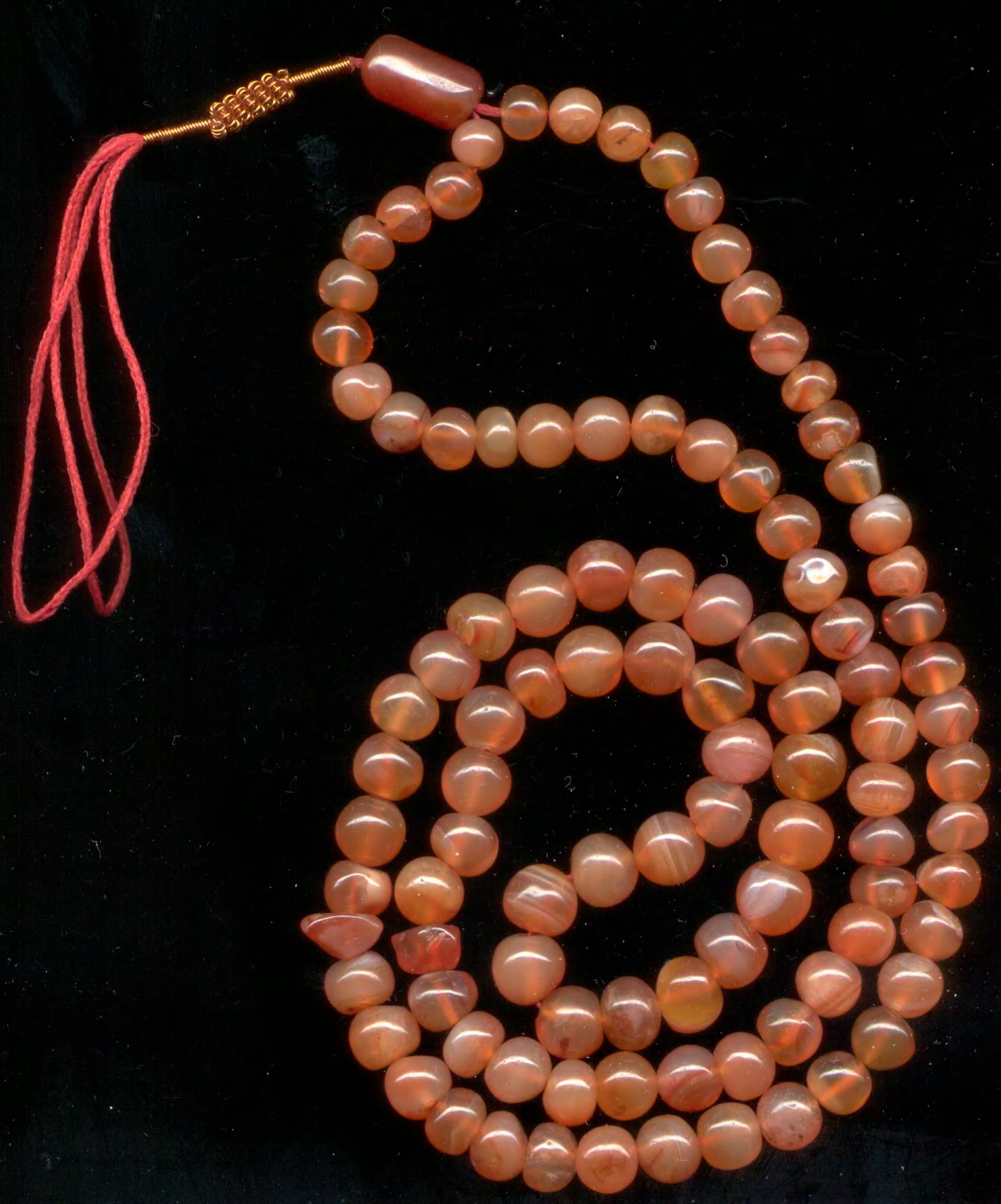
یک تسبیح صددانه از جنس سنگ عقیق سرخ با تقسیم‌های (آخوندک) ۳۳تایی.

تَسبیح  ابزاری‌ست برای نشانه‌گذاری یا به‌یاد سپردن "شمار" واژگان گفته‌شده در ستایش خداوند. این ابزار نوعی مهره‌های نیایش متشکل از مجموعهٔ مهره‌های گِلی سنگی، سفالی، صدفی، استخوانی، چوبی، پلیمری، پلاستیکی و جز آنهاست که به رشته می‌کشند تا به کمک آن شمار نیایش‌ها و ذکرها و وردها را نگاه دارند. در قدیم تعداد مهره‌های تسبیح، صد یا کمتر و بیشتر بود، و تسبیح‌های با هزار دانه که «تسبیح هزاردانه» نام داشت نیز ساخته می‌شد.
تسبیح‌های از جنس گل معمولاً از خاک‌های متبرک ساخته می‌شوند (خاک حرم امامان شیعه)
تسبیح از تراشیدن و شکل‌دادن مواد گوناگونی درست می‌شود. از آن جمله‌است سنگ‌های کهربا، فیروزه، عقیق، سندلوس و خُماهان، و نیز گل پخته که گاه مانند خرمهره لعاب داده‌شده‌است. همچنین برخی از تسبیح‌ها را از تراشیدن و تیله‌وار نمودن چوب سخت و تیره‌رنگ درخت بان یا یُسر می‌سازند که گاه آن را نقره‌کوب نیز می‌نمایند.
مهره بلندتر و دانه‌بزرگ تسبیح که هر دو انتهای نخ تسبیح را از آن بیرون کرده به هم گره می‌زنند شیخک نام دارد. به هر یک دیگر مهره‌های تسبیح آخوندک هم می‌گویند.
به تسبیحی که مهره‌های آن خال‌های گرد نزدیک به هم و غیر از رنگ خود مهره داشته باشد تسبیح چشم‌بلبلی گفته می‌شود.
تسبیح، گردنبند یا دستبندی از مهره‌ها است که برای دعا، ذکر و شمارش استفاده می‌شود. تسبیح‌ها در فرهنگ‌ها و مذاهب مختلف از جمله اسلام، مسیحیت، بودیسم و هندوئیسم مورد استفاده قرار می‌گیرند.
تسبیح یکی از اشیاء مهم در فرهنگ و دین اسلام است که به عنوان ادا کننده ذکر و سپاس‌گزاری به کار می‌رود. این اشیاء از مواد گوناگونی ساخته می‌شوند و می‌توانند تاثیرات زیادی در افراد داشته باشند. در این مقاله، به خرید تسبیح لوکس پرداخته و راهنمایی جامع برای انتخاب و تهیه تسبیح خاص مناسب ارائه خواهیم داد.

## واژه‌شناسی
تسبیح به معنی ستایش کردن است این واژه از ریشه ی عربی سَبَحَ گرفته شده است. در زبان عربی به تسبیح مسبحه گفته می شود. تسبیح به تعبیری «سُبْحَانَ ٱللَّٰهِ» یا «سُبْحَانَ ٱللَّٰهِ گفتن» است، چون تکبیر که «ٱللَّٰهُ أَکْبَرُ»، و «تحمید» که «ٱلْحَمْدُ لِلَّٰهِ»، و تهلیل که «لَا إِلَٰهَ إِلَّا ٱللَّٰهُ گفتن» است؛ و آنچه اکنون به تسبیح مشهور شده، «سُبْحه» است که منظور از آن مهره‌هایی است که عددِ تسبیح (سبحان‌الله گفتن) را با آن می‌شمارند؛ و کاربرد واژهٔ تسبیح در معنی مهره‌های به‌رشته‌کشیده برای شمارش عدد تسبیحات و تحمیدات و تکبیرات، از غلط‌های مصطلح در زبان فارسی به‌حساب می‌آید که بر اثر رواج و کاربرد زیاد، استعمال آن به‌معنی سُبْحه مجاز گشته‌است؛ چنان‌که در ابیات زیر از شاعران ایرانی و عرب، از تسبیح معنای امروزی استنباط می‌شود. قائم‌مقام ثانی گوید:
| زاهد چه بلایی تو که این دانهٔ تسبیح |  | از دستِ تو سوراخ به سوراخ گریزد! |

صائب تبریزی گوید:
| منه زنهار دل بر مهلتِ صدسالهٔ دنیا |  | که آخر می‌شود چندان‌که یک تسبیح گردانی |

حافظ گوید:
| رشتهٔ تسبیح اگر بگْسست معذورم بدار |  | دستم اندر دامنِ ساقیّ سیمین‌ساق بود |

ابونُواسِ اهوازی، شاعر معروف عرب‌زبان، گوید: «التّسابیحُ فی ذِراعی و المصحف….»، و در این بیت، کلمهٔ «تسابیح» جمعِ «تسبیح» به همین معنی استعمال شده‌است.
در شعر زیر از قدسی مشهدی البته سبحه در معنای اصلی خویش به کار رفته است:
معصیت را خنده می‌آید ز استغفار ما

## افسانه پیدایش تسبیح و پیشینه آن
قطع نظر از اینکه تسبیح را بشر آغازین به صورت طوق و به منظور زینت از مهره‌های مختلف بکار می‌برده، به‌طور کلی تسبیح از دوران مسیحیت پیدا شده و مسیحیان تسبیح‌های طویلی را که از انتهای آن صلیب می‌آویختند به گردن می‌آویختند. استفاده تسبیح در ابتدا حکم زینت را داشته و برای جنس دانه‌های این تسبیح از همه چیز استفاده می‌کرده‌اند که اغلب آن‌ها شیشه‌ای بوده بعدها کشیش‌های نستورین که در شرق می‌زیستند از آن برای ذکر اوراد استفاده کردند و بعضی از کاتولیکها نیز به همین منظور آن را بکار می‌بردند. اما پروتستانها هیچ‌وقت بدین شکل از تسبیح استفاده نکردند و حتی استعمال آن را بدان منظور منفور می‌دانند زیرا می‌گویند در کتاب خدا راجع به آن اشاره‌ای نرفته و به‌طور کلی کسانی را که از تسبیح به منظور دینی استفاده می‌کردند نکوهیده و به اوهام‌پرستی و خرافات متهم کرده‌اند. زیرا بر این باورند که عیسی تقلید و اوهام‌پرستی را منع می‌کند و کاربرد تسبیح و امثالهم را از احکام مردم حساب می‌کند نه از احکام خدا. «آنگاه که کاتبان و فریسیان اورشلیم نزد عیسی آمده گفتند، چرا شاگردان تو از تقلید مشایخ تجاوز می‌نمایند، او در جواب گفت، شما نیز به تقلید خویش از حکم خدا چرا تجاوز می‌کنید سپس عبادت را عبث می‌کنند زیرا که احکام مردم را به منزلهٔ فرائض تعلیم می‌دهند.»

## تسبیحات فاطمه الزهراء
تسبیحات فاطمةالزهراء  از جمله ی اذکاری می باشد که در بین مسلمانان بخصوص شیعیان سفارش شده است؛ که بعد از نمازهای واجب، ابتدای زیارت بزرگان و پیشوایان دین، هنگام وقت خواب، بر مداومت این ذکر اصرار شده است. این تسبیحات شامل: تعداد ۳۴ مرتبه الله اکبر، ۳۳ مرتبه الحمدلله و ۳۳ مرتبه سبحان الله است، و محمد بن عبدالله این ذکر را به دخترش (فاطمه الزهراء) آموخت.